# Bandera de Riotuerto (Cantabria)
La bandera de Riotuerto es uno de los símbolos del municipio español de Riotuerto (Cantabria), junto a su escudo. Es de paño rectangular, de proporciones 2:3, dividido horizontalmente en cinco partes: la superior y la inferior de color blanco y ancho 1:4 de la altura del paño, otra en el centro del mismo ancho y color rojo y, a sus lados, otras dos de color azul y ancho 1:8. Estas proporciones se conservarán sea cual fuere el tamaño de la misma.
La bandera fue adoptada en sesión plenaria extraordinaria celebrada por el Ayuntamiento, el día 16 de marzo de 2006, siendo autorizada por el Consejo de Gobierno de Cantabria el día 2 de agosto de 2007, previo informe favorable emitido por la Real Academia de la Historia con fecha 5 de febrero de 2007 y aclaración al citado informe, de fecha 25 de junio de 2007.